# Królewo (Postomino)
Królewo (deutsch Krolow) ist ein Dorf in der polnischen Woiwodschaft Westpommern. Es gehört zur Gmina Postomino (Gemeinde Pustamin) im Powiat Sławieński (Schlawer Kreis).

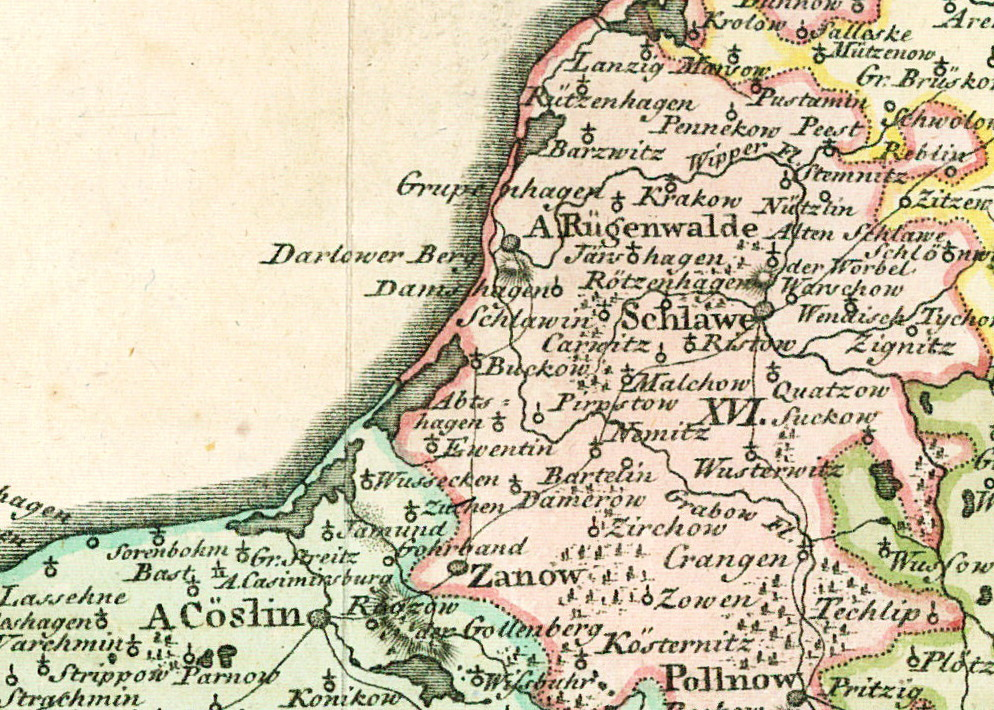
Krolow am südöstlichen Zipfel des Vietzker Sees (oberer Bildrand) und nordöstlich der Stadt Rügenwalde an der Ostsee auf einer Landkarte von 1794.

## Geographische Lage
Das Dorf liegt in Hinterpommern, nördlich der Kreisstadt Sławno (Schlawe) am Südostufer des Vietzker Sees (Jezioro Wicko). Darłowo (Rügenwalde) ist 20 Kilometer, Ustka (Stolpmünde) 18 Kilometer entfernt. Im Westen grenzt der Ort an Korlino (Körlin) und Łącko (Lanzig), im Norden an den Vietzker See, im Nordosten an das ehemalige Królewice (Krolowstrand) und an Górsko (Görshagen), im Osten an Marszewo (Marsow) und im Süden an Pieńkowo (Pennekow).
Die Ortschaft liegt 20 Meter über dem Meeresspiegel, das Landschaftsbild ist leicht hügelig und steigt bis zu 45 Meter.

## Geschichte
Die aus dem Wendischen kommende Ortsbezeichnung Krolow – frühere Schreibweisen Crolow und Crulow – tritt seit alters her auf und bedeutet im Slawischen so viel wie „königlich“.
Krolow war ursprünglich ein wendisches Fischerdorf und wurde später ein Guts- und Bauerndorf. 1312 wird der Ort zusammen mit 29 anderen Dörfern erstmals erwähnt, die die Lütow, einen Verbindungsgraben vom Vitter See (polnisch: Jezioro Kopań) zur Wipper (Wieprza) offen zu halten hatten. 1342 werden Hermann Smorre der Jüngere und 1378 Johann Smorre auf Krolow genannt. Die Adelsfamilie Smorre gehörte zur Kösliner Gründergemeinschaft, die 1312 im Auftrag der Swenzonen die Neugründung von Rügenwalde bewerkstelligte.
1490 wird der Fürstliche Rat Georg Kleist mit einer Hälfte des Dorfs Krolow belehnt, das vorher für kurze Zeit im Besitz der Familie Zitzewitz gewesen war. Danach bleibt es ein Lehen derer von Kleist, auch wenn zeitweise andere Adelsfamilien daran Rechte erworben hatten: u. a. 1542 Paul von Wobeser, 1683 Rüdiger von Manteuffel, 1689 Ernst Bogislaw von Budritzke.
Um 1780 hat das Dorf zwei Rittersitze, eine Wassermühle, acht Bauern, drei Halbbauern, einen Viertelbauern, einen Gasthof, eine Schmiede und einen Schulmeister bei insgesamt 30 Haushaltungen. 1821 wird die Regulierung der grundherrlichen und bäuerlichen Verhältnisse durchgeführt. Damals lebten in Krolow 285 Einwohner.
1827 verkaufte Major Ludwig von Kleist das Gut an Amtmann Ernst Kratz, der es 1842 an den Gutsbesitzer Krüger veräußerte. 1854 wurde Ernst Julius von Puttkamer neuer Besitzer, und 1910 erwarb es Graf Wilhelm von Zitzewitz auf Zitzewitz (Sycewice). 1936 verkaufte Georg von Zitzewitz das Gut an die Pommersche Landgesellschaft mit dem Ziel der Aufsiedlung, die jedoch wegen des ausbrechenden Krieges nicht zustande kam. 1939 zählte Krolow 413 Einwohner.

Vor 1945 gehörten zur Gemeinde Krolow fünf  Wohnplätze:
1. Krolow
2. Müggenkaten, auch Meggenkathen, 2,5 Kilometer südöstlich von Krolow am Weg nach Marsow, bäuerlicher Betrieb, entstanden 1845 aus dem Abverkauf von Äckern
3. Neu Krolow, drei Kilometer südöstlich an der Gemarkungsgrenze zu Alt Kuddezow, zwei bäuerliche Betriebe, ursprünglich als Vorwerk aus königlichen Gnadengeldern um 1790 angelegt
4. Scheidelberg, östlich von Neu Krolow, an der Grenze zu Pennekow, vier bäuerliche Betriebe, Entstehung wie Müggenkaten, obwohl zeitlich etwas früher
5. Vietzke, heute nicht mehr existierendes Vorwerk des Gutes Krolow, zwei Kilometer nordwestlich des Dorfs

Bis 1945 gehörte Krolow mit den Gemeinden Görshagen (heute polnisch: Górsko), Krolowstrand (Królewice, heute nicht mehr existent), Marsow (Marszewo), Schlackow (Złakowo) und Vietzkerstrand (Wicko Morskie) zum Amtsbezirk Schlackow im Landkreis Schlawe i. Pom. im Regierungsbezirk Köslin der preußischen Provinz Pommern des Deutschen Reichs. Alle fünf Gemeinden waren zum Standesamtsbezirk Schlackow vereinigt, während der Amtsgerichtsbezirk Schlawe war.
Am 8. März 1945 besetzte die Rote Armee den Ort und richtete im Gutshaus eine Kommandantur ein. Am 1. Januar 1947 wurde Krolow seitens der sowjetischen Besatzungsmacht der Volksrepublik Polen zur Verwaltung überlassen. Im Juni erfolgte die Vertreibung der einheimischen Bevölkerung durch die polnische Administration in Richtung Westen; die Dorfbewohner wurden später nach Thüringen gebracht. Krolow wurde in Królewo umbenannt.
1975 wurde das Dorf Teil der Wojewodschaft Słupsk, bevor es 1999 in die neu gebildete Woiwodschaft Westpommern eingegliedert wurde. 2013 wohnten hier etwa 200 Menschen.

## Kirche
Krolow – vor 1945 ein überwiegend evangelischer Ort – hatte früher eine eigene Kirche, die Filialkirche zu Lanzig (Łącko) war. In den Jahren 1870/80 wurde das Gotteshaus abgerissen, und die Krolower gingen in die Lanziger Kirche. Lanzig gehörte zum Kirchenkreis Rügenwalde in der Kirchenprovinz Pommern der Kirche der Altpreußischen Union.
Seit 1945 ist die Einwohnerschaft von Królewo fast ausnahmslos römisch-katholisch. Die Verbindung des Ortes zur Pfarrei Łącko besteht weiterhin. Sie gehört heute zum Dekanat Ustka (Stolpmünde) im Bistum Koszalin-Kołobrzeg der Katholischen Kirche in Polen. Evangelische Kirchenglieder gehören heute zum Pfarramt in Słupsk (Stolp) in der Diözese Pommern-Großpolen der Evangelisch-Augsburgischen Kirche in Polen.

## Schule
Krolow hatte zwei Schulen, von denen die eine um 1840 erbaut war. 1938 wurde ein zweites Schulhaus errichtet und in dem Gebäude gleichzeitig ein Kindergarten untergebracht.

## Söhne und Töchter des Ortes
- Karl Pagel (1914–2013), deutscher Pastor, Leiter der Diakonischen Hoffnungstaler Anstalten und Bürgermeister von Lobetal